# ديسوس
دَيْسُوس (الاسم العلمي: Stenopterus)، جنس حشرات خنفسية من فصيلة خنافس طويلة القرون. توجد أنواع من هذا الجنس في معظم أوروبا والشرق الأدنى وشمال إفريقيا. من أنواعه ديسوس أكلف.